# Caccobius bawangensis
Caccobius bawangensis là một loài bọ cánh cứng trong họ Bọ hung (Scarabaeidae).